# Crawl Space
Crawl Space è un album di Art Farmer, pubblicato dalla CTI Records nel 1977. Il disco fu registrato nel gennaio di quell'anno al Van Gelder Studio di Englewood Cliffs, New Jersey (Stati Uniti).

## Tracce
Lato A
1. Crawl Space – 8:52 (David Grusin, arrangiamenti di David Grusin)
2. Siddhartha – 7:36 (Fritz Pauer, arrangiamenti di Fritz Pauer)

Lato B
1. Chanson – 8:36 (David Grusin, arrangiamenti di David Grusin)
2. Petite Belle – 9:41 (Art Farmer, arrangiamenti di Fritz Pauer)

## Musicisti
- Art Farmer - tromba, flicorno
- David Grusin - tastiere
- David Grusin - arrangiamenti (brani: Crawl Space e Chanson)
- Eric Gale - chitarra
- Jeremy Steig - flauto
- Will Lee - basso elettrico (brano: Petite Belle)
- Will Lee - basso elettrico (probabile) (brani: Crawl Space e Chanson)
- Will Lee - gong (brano: Siddhartha)
- George Mraz - contrabbasso (brano: Siddhartha)
- Steve Gadd - batteria
- Fritz Pauer - arrangiamenti (brani: Siddhartha e Petite Belle)